# Freya Anderson
Pour les articles homonymes, voir Anderson.
Freya Anderson, née le 4 mars 2001 à Birkenhead, est une nageuse britannique spécialiste de la nage libre.

## Carrière
En 2017, elle rafle trois médailles d'or lors des Championnats d'Europe juniors sur le 50 m nage libre, le 100 m nage libre — course sur laquelle est également championne du monde junior — et le 4 × 100 m avec Lily Boseley, Tatiana Belonogoff et Emily Large. C'est sa dernière participation aux championnats chez les juniors.
Le 23 novembre 2019, Freya Anderson bat le record du Royaume-Uni du 200 m nage libre en 1 min 53 s 33. L'ancien record, détenu par Francesca Halsall depuis 2009 était de 1 min 53 s 79. Elle remporte le titre européen sur le 100 m nage libre lors des Europe en petit bassin 2019.

## Palmarès

### Jeux olympiques
- Jeux olympiques de 2020 à Tokyo :
  -  Médaille d'or du relais 4 × 100 m quatre nages mixte (ne participe pas à la finale)

### Championnats du monde
- Championnats du monde 2019 à Gwangju :
  -  Médaille de bronze du 4 × 100 m quatre nages mixte
- Championnats du monde 2023 à Fukuoka :
  -  Médaille de bronze du 4 × 100 m nage libre mixte

### Championnats d'Europe
- Championnats d'Europen 2022 à Rome :
  -  Médaille de bronze du 100 m nage libre
  -  Médaille d'argent du 4 × 200 m nage libre.

- Championnats d'Europe 2020 à Budapest :
  -  Médaille d'or du 4 × 100 m nage libre
  -  Médaille d'or du 4 × 200 m nage libre
  -  Médaille d'or du 4 × 100 m quatre nages (ne nage pas la finale)
  -  Médaille d'or du 4 × 100 m nage libre mixte
  -  Médaille d'or du 4 × 200 m nage libre mixte
  -  Médaille de bronze du 200 m nage libre
- Championnats d'Europe 2018 à Glasgow :
  -  Médaille d'or du 4 × 200 m nage libre
  -  Médaille d'or du 4 × 100 m nage libre mixte
  -  Médaille de bronze du 4 × 100 m quatre nages
  -  Médaille de bronze du 4 × 200 m nage libre mixte

### Championnats d'Europe en petit bassin
- Championnats d'Europe en petit bassin 2019 à Glasgow :
  -  Médaille d'or du 100 m nage libre
  -  Médaille d'or du 200 m nage libre
  -  Médaille d'argent du 4 × 50 m nage libre mixte

### Championnats d'Europe juniors
- Championnats d'Europe juniors 2017 à Netanya :
  -  Médaille d'or du 50 m nage libre
  -  Médaille d'or du 100 m nage libre
  -  Médaille d'or du 4 × 100 m nage libre
- Championnats d'Europe juniors 2016 à Hódmezővásárhely :
  -  Médaille d'or du 100 m nage libre
  -  Médaille d'argent du 4 × 200 m nage libre
  -  Médaille de bronze du 4 × 100 m nage libre
  -  Médaille de bronze du 4 × 100 m quatre nages
  -  Médaille de bronze du 4 × 100 m quatre nages mixte

### Jeux du Commonwealth
- Jeux du Commonwealth de 2018 à Gold Coast : 
  -  Médaille de bronze du 4 × 100 m nage libre.
  -  Médaille de bronze du 4 × 200 m nage libre.